# Mušezib-Marduk
Mušezib-Marduk je bil kaldejski princ, ki je kot kralj Babilonije vladal od leta 693 do 689 pr. n. št.
Na babilonskem prestolu je nasledil kralja Nergal-ušeziba. Leta 689 je s podporo elamskega kralja Humban-nimena vodil upor Babiloncev proti asirskemu kralju Sanheribu in se z njim spopadal v bitki pri Haluli. Kdo je v bitki zmagal, ni jasno, ker sta zmago razglasili obe strani, vsi kralji pa so ostali na svojih prestolih. Na splošno velja, da so Asirci utrpeli velike izgube. 
Kralja Humban-nimeno je kasneje istega leta zadela kap. Mušezib-Marduk je z njegovo smrtjo izgubil močnega zaveznika, Sanherib pa je izkoristil priložnost in napadel Babilon. Po devetmesečnem obleganju ga je osvojil. Da bi maščeval smrt svojega sina Ašur-nadin-šumija, ki so ga Babilonci leta 694 pr. n. št. predali Elamitom, je Sanherib oplenil in požgal Babilon, porušil njegovo obzidje in vanj napeljal vodo iz Evfrata. Mušezib-Marduk je bil med obleganjem najverjetneje ubit.

## Sklic
1. ↑  Albert Kirk Grayson: Assyrian and Babylonian Chronicles.

| Mušezib-Marduk Deseta babilonska dinastija |                                      |                     |
| Vladarski nazivi                           |                                      |                     |
| Predhodnik: Nergal-ušezib                  | Kralj Babilonije 693-689 pr. n. št.. | Naslednik: Sanherib |